# Bolanthus spergulifolius
Bolanthus spergulifolius är en nejlikväxtart som först beskrevs av Hippolyte François Jaubert och Sp., och fick sitt nu gällande namn av Hub.-mor. Bolanthus spergulifolius ingår i släktet Bolanthus och familjen nejlikväxter. Inga underarter finns listade i Catalogue of Life.